# Districte de la Gruyère

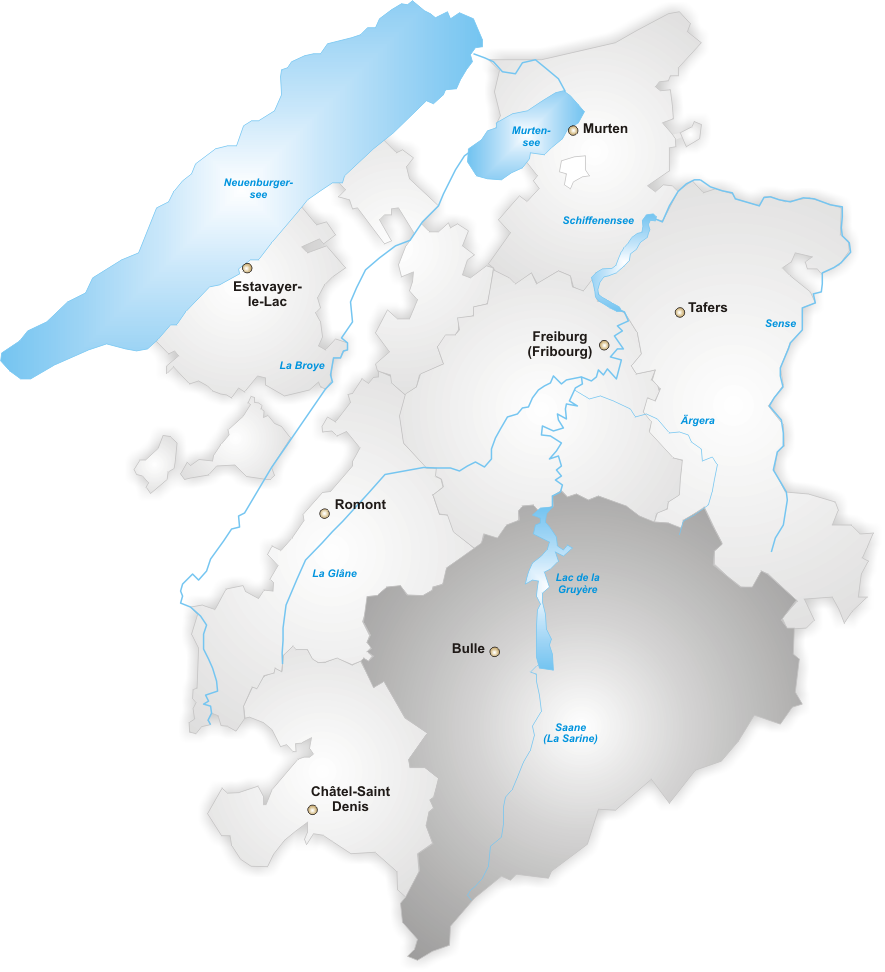
Districte de la Gruyère

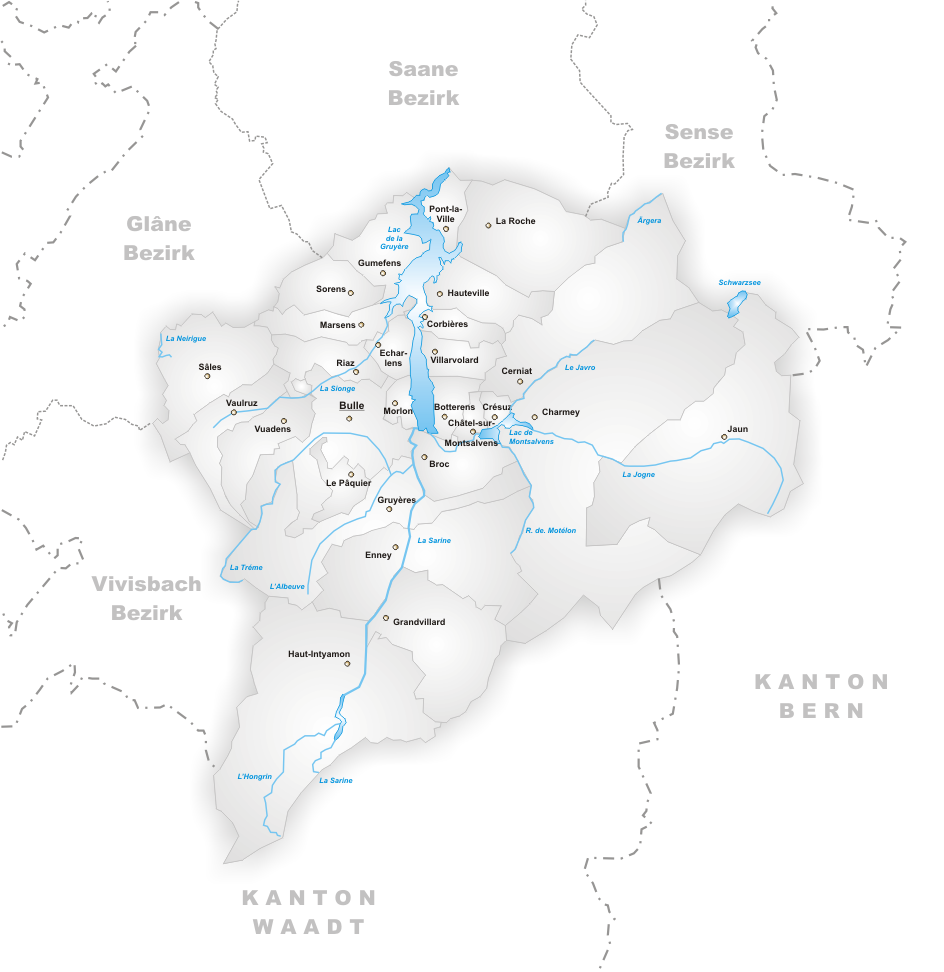
Municipis del districte de la Gruyère

El Districte de la Gruyère (en alemany Bezirk Greyerz) és un dels set districtes del Cantó de Friburg a Suïssa. Té 40309 habitants (cens de 2003) i una superfície de 489,41 km². Està format per 28 municipis i el cap del districte és Bulle. Es tracta d'un districte amb el francès com a llengua oficial.

## Municipis
| Municipi               | Superfície [ha] | Població (2010) |
| ---------------------- | --------------- | --------------- |
| Bas-Intyamon           | 3331            | 1114            |
| Botterens              | 415             | 470             |
| Broc                   | 1004            | 2296            |
| Bulle                  | 2387            | 18947           |
| Cerniat                | 3369            | 332             |
| Charmey                | 7846            | 1849            |
| Châtel-sur-Montsalvens | 204             | 246             |
| Corbières              | 690             | 419             |
| Crésuz                 | 178             | 295             |
| Echarlens              | 463             | 716             |
| Grandvillard           | 2416            | 700             |
| Gruyères               | 2838            | 1789            |
| Haut-Intyamon          | 6045            | 1415            |
| Hauteville             | 1052            | 563             |
| Jaun                   | 5521            | 686             |
| La Roche               | 2409            | 1395            |
| Le Pâquier-Montbarry   | 449             | 1094            |
| Marsens                | 781             | 1593            |
| Morlon                 | 248             | 590             |
| Pont-en-Ogoz           | 1002            | 1601            |
| Pont-la-Ville          | 432             | 570             |
| Riaz                   | 776             | 2153            |
| Sâles                  | 1879            | 1392            |
| Sorens                 | 1872            | 921             |
| Vaulruz                | 1016            | 1006            |
| Vuadens                | 1044            | 1982            |
| Total : 28             | 48937           | 46415           |

### Evolució dels municipis

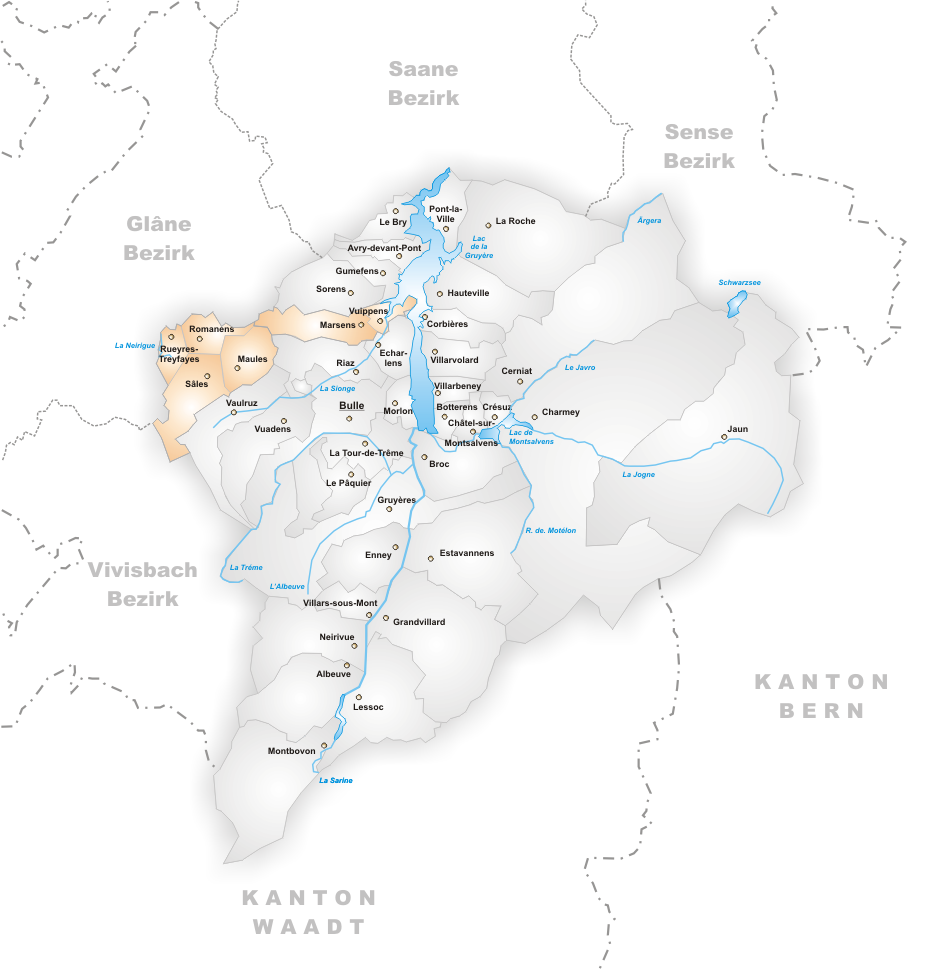
Municipis fins al 2000
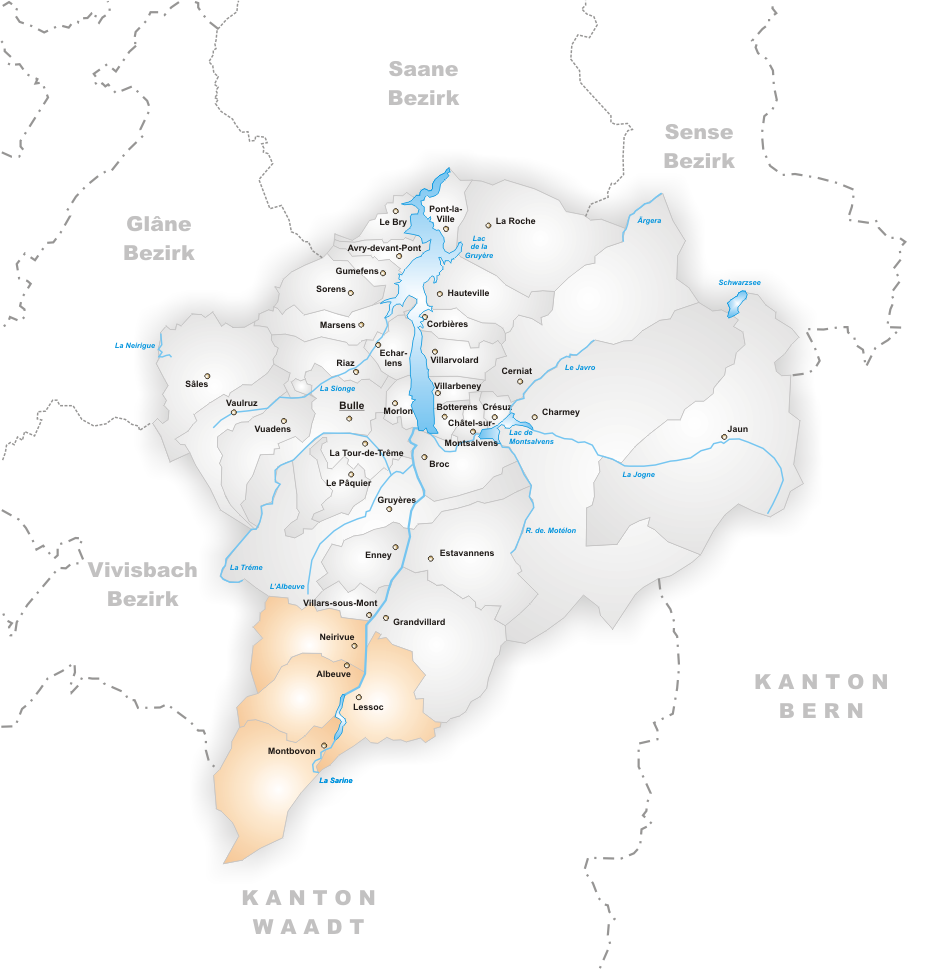
Municipis fins al 2001
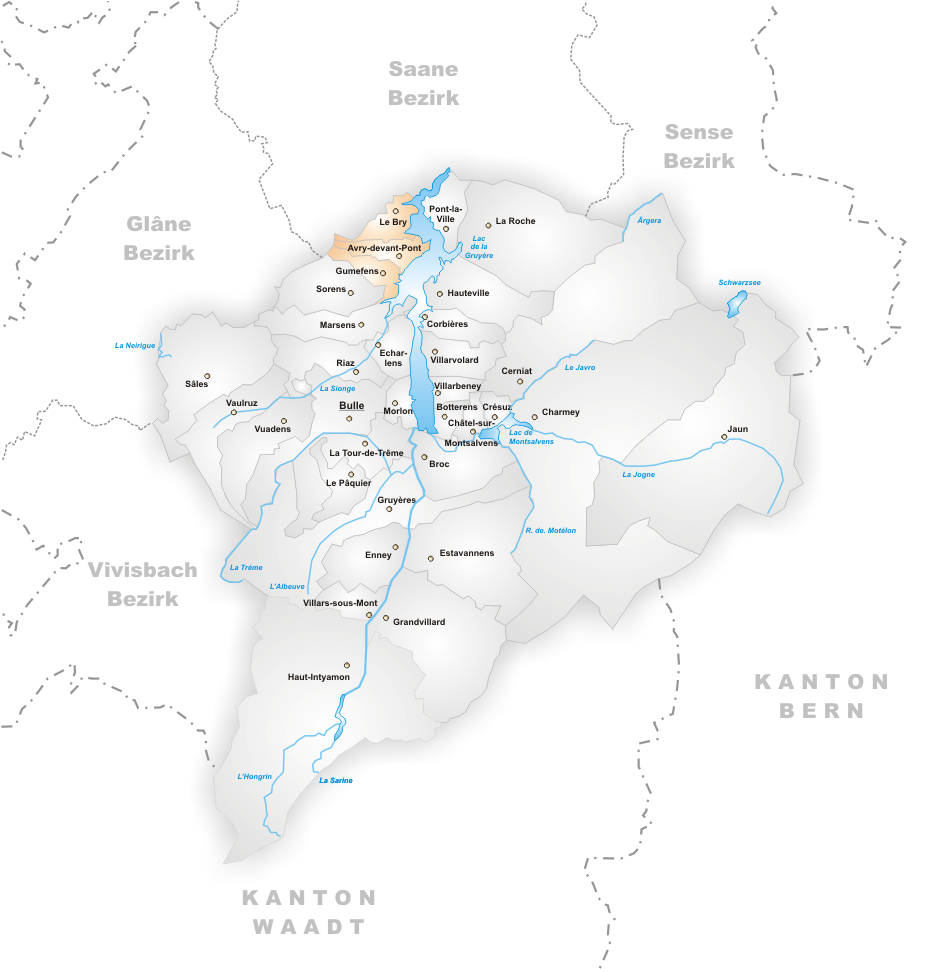
Municipis fins al 2002
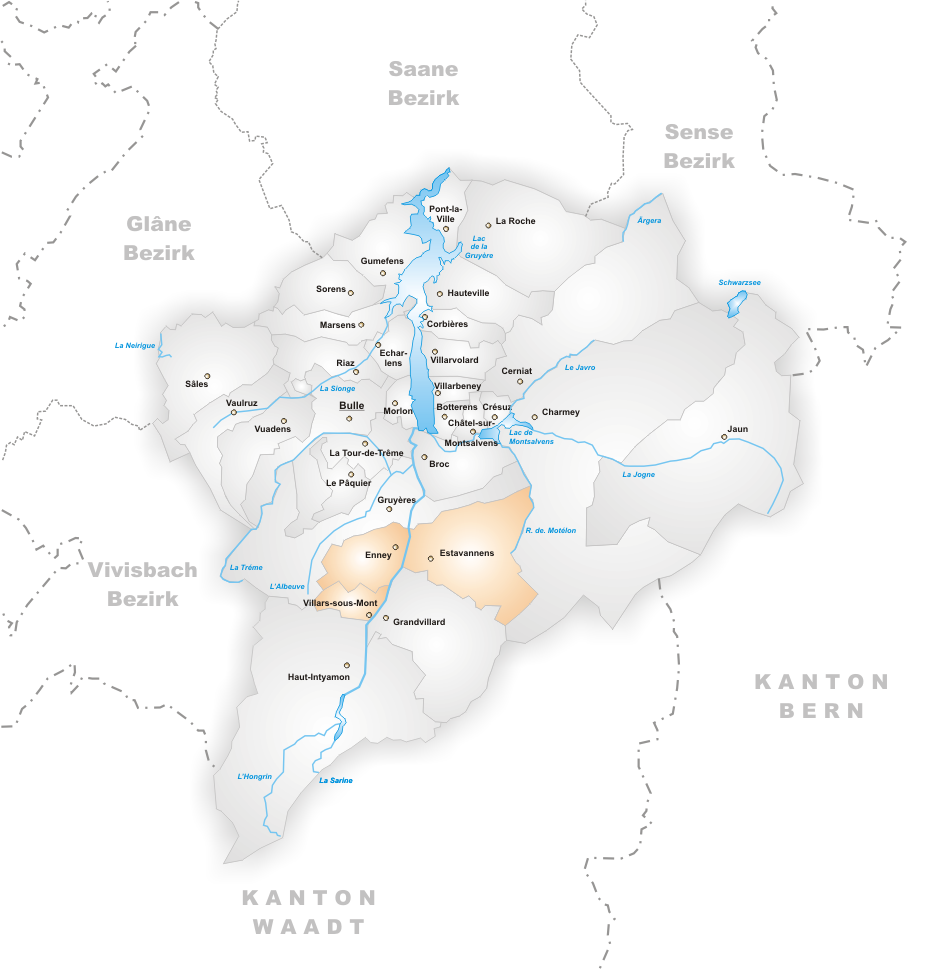
Municipis fins al 2003
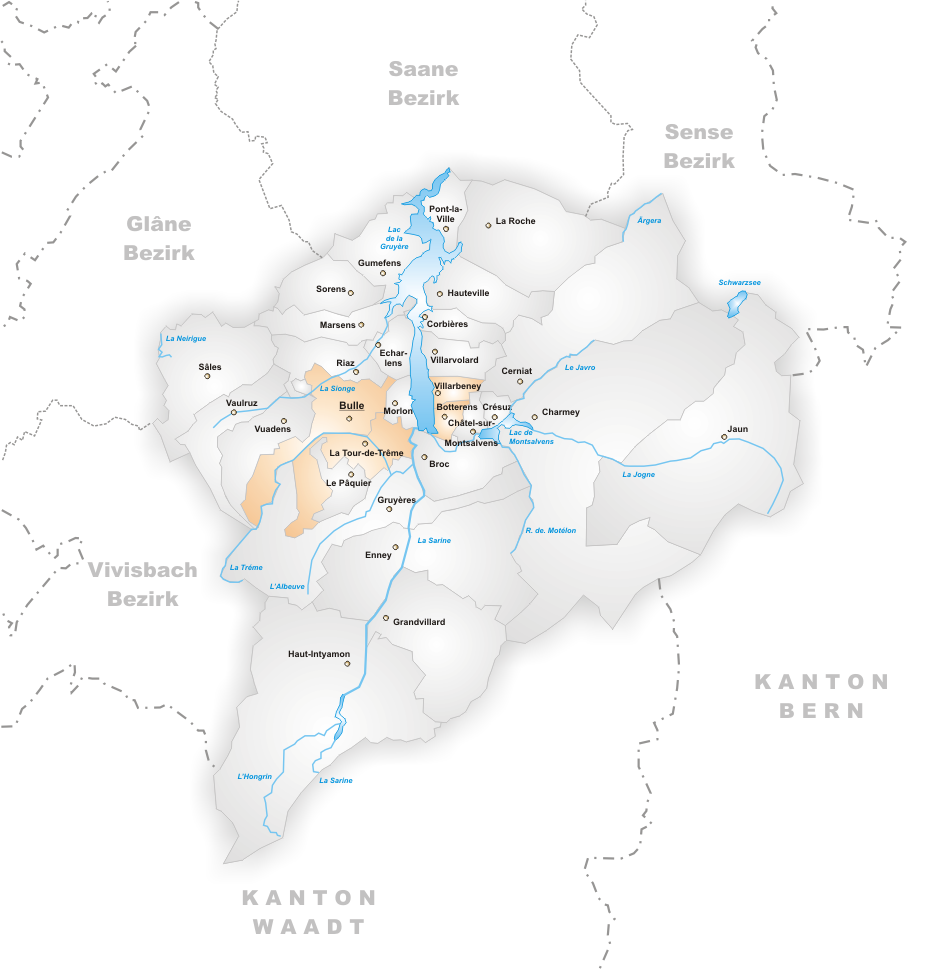
Municipis fins al 2005
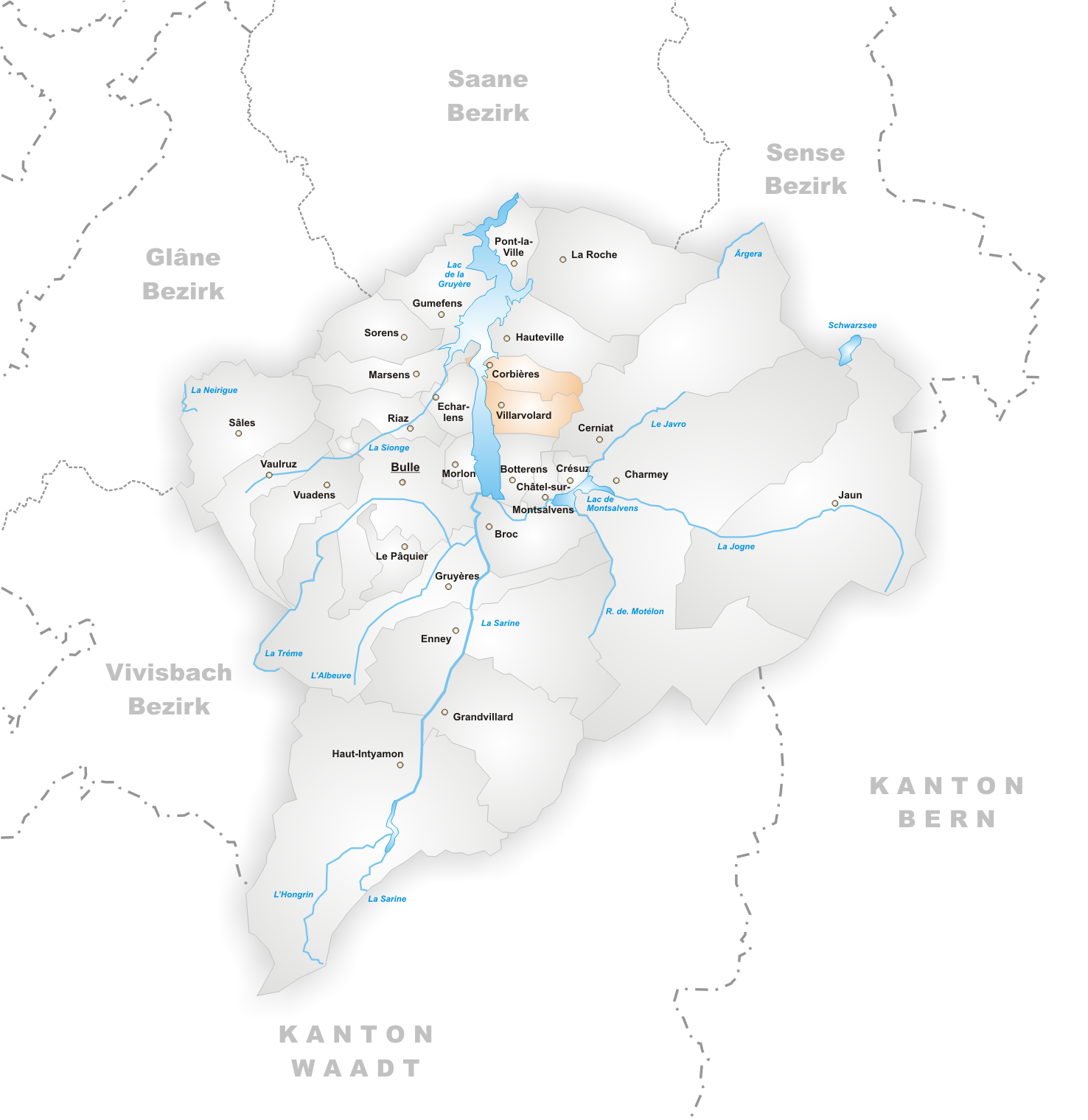
Municipis fins al 2010